# Leova
Leova es una ciudad situada en el suroeste de la República de Moldavia, en la frontera con Rumania. A 1 de enero de 2005 la población era de 14 301 habitantes.
Situada en la orilla del río Prut, a 35 km de Vaslui y a 40 km de Cernăuţi, es el centro administrativo del distrito de Leova.
Tiene un clima de entre 21-25 grados de temperatura durante los meses de julio y agosto. Comunicada a través de autobús por carretera con Chisináu y Cahul. 
Sus recursos económicos se basan preferentemente en la producción de vino y la agricultura. Las carreteras se encuentran en estado precario, aunque están siendo arregladas dentro de las posibilidades actuales del país. 